# Schild van Battersea
Het Schild van Battersea is het bronzen beslag van een schild, dat is versierd in La Tène-stijl. In de symmetrische cirkels en spiralen zijn abstracte gezichten te herkennen. Het schild is ovaal met rechte zijden die licht naar binnen buigen. Waarschijnlijk is het vervaardigd in de tweede of eerste eeuw voor Christus. Het schild werd ontdekt in 1857 en behoort tot de collectie van het British Museum in Londen. Het Museum of London bezit een replica ervan.
Het schild is als depotvondst gevonden bij het baggeren van de Theems, tijdens opgravingen naar de voorganger van Chelsea Bridge in de Londense wijk Battersea. In dezelfde omgeving zijn Romeinse en Keltische wapens en skeletten gevonden. Veel historici concludeerden na deze vondst dat Julius Caesar hier de Thames zou zijn overgestoken tijdens zijn verovering van Britania in 54 v.Chr.
Het schild is een van de belangrijkste militaire Keltische vondsten in Groot-Brittannië. Het schild is typisch Keltisch; het is rijk versierd met cirkels en spiralen. Omdat het schild niet beschadigd is en dus niet tijdens een gevecht gebruikt is, denkt men dat het schild een votiefoffer is.